# 哈萊阿卡拉天文台
哈萊阿卡拉天文台，也稱為哈萊阿卡拉高緯觀測台址，是夏威夷第一個從事天文研究的天文台。它位於茂宜島上，屬於夏威夷大學天文學研究所，該研究所經營著該地點的一些設施，並將部分出租給其他組織。租戶包括美國空軍研究實驗室（AFRL）和拉斯坎佈雷斯天文台全球望遠鏡網络（LCOGTN）。在海拔超過3,050（10,010英尺）的地方，哈萊阿卡拉火山的頂峰高於地球對流層的三分之一以上，具有良好的天文觀測條件

## 設施

### 米斯太陽天文台
米斯太陽天文台（MSO）以肯尼斯·米斯命名，並於1964年投入使用 它由一個圓頂和多個共用支架的儀器組成。

### 泛星計畫
The 全景巡天望遠鏡和快速反應系統（Pan-STARRS）是一對望遠鏡和執行一個連續巡天的計算設施，提供對天體位置的精確量測和測光的探測。通過探測與以前對同一天空區域的觀測結果的任何差異，它發現了5,700多顆新的小行星、彗星、變星和其它天體。目前，1.8米（71英寸） PS1望遠鏡正在運行，PS2處於調試階段。

### 北霍基斯望遠鏡
北霍基斯望遠鏡是霍基斯望遠鏡計畫的一部分，是由拉斯坎布里斯天文台全球望遠鏡網络擁有和營運的2.0米（79英寸） 反射望遠鏡。它主要為英國的學生提供對研究品質望遠鏡的遠端訪問。

### TLRS-4 雷射測距系統
TLRS-4激雷射測距系統是國際雷射測距服務（ILRS）的一部分，它提供衛星雷射測距和月球雷射測距實驗數據。TLRS-4取代了舊設施，以提供數據的連續性。舊設施現在容納了泛星計畫的望遠鏡。

### 黃道光天文台
黃道光天文台目前由兩架儀器組成。用於研究太陽邊緣活動區和日冕的無散射日冕儀（SOLARC或SOLAR-C）是一架0.5米（20英寸）離軸望遠鏡。晝夜觀測監視望遠鏡系統（DNSM，The Day-Night Seeing Monitor Telescope System）對哈萊阿卡拉上空的大氣擾動進行獨立於望遠鏡的觀測。

### 茂宜島空間監視綜合體
美國空軍研究實驗室（AFRL）的美國空軍科學研究辦公室（AFOSR）運營著茂宜島空間監視綜合體（MSSC），該綜合體是美國空軍茂宜島光學和超級計算天文台。位於MSSC的是3.67米（144英寸） 3.67m先進光電系統望遠鏡（AEOS）、茂宜島空間監視系統（MSSS，Maui Space Surveillance System）和美國地基光電深空監視（GEODSS）。MSSS 使用許多光學資產，包括一架1.6米（63英寸）望遠鏡、兩架安裝在通用支架上的1.2米（47英寸）望遠鏡、一架0.8米（31英寸）的光束導向器/跟蹤器，和一架0.6米（24英寸） 雷射束導器。GEODSS使用兩架1.0米（39英寸）望遠鏡和一架0.38米（15英寸）望遠鏡。

### 丹尼爾·井上建太陽望遠鏡
丹尼爾·井上建太陽望遠鏡（DKIST，The Daniel K. Inouye Solar Telescope）是一架美國國家太陽天文台的4.0米（160英寸）的太陽望遠鏡。

### 未來設施
- AFRL計劃在AEOS大樓附近建造一個鏡面重鍍（英语：Silvering）設施[13]。

### 舊設施
- 從1957年至1976年進行人造衛星追蹤計畫（英语：Project Space Track）的 貝克-紐恩望遠鏡[16]。
- 從1974年進行至2004年的月球測距實驗（LURE，The Lunar Ranging Experiment）天文台[16]。泛星計畫的PS1現在位於LURE設施的南圓頂，PS2正在北圓頂建造。
- 芝加哥大學恩里科·費米研究所從1991年到2007年運營的哈萊阿卡拉宇宙射線中子監測站[16][17]。
- 哈萊阿卡拉伽馬射線天文臺是架在赤道儀上的六鏡成像大氣切倫科夫望遠鏡（英语：Imaging Atmospheric Cherenkov Telescope）。它於1981年開始運營，並於1988年升級。
- 多色活躍星系核監測（英语：Multicolor Active Galactic Nuclei Monitoring）（MAGNUM）是由東京大學操作的2.0米（79英寸）近紅外望遠鏡[18]。從1998年到2008年，它被安置在LURE設施的北圓頂[16]。
- 對氣輝的觀測是在1960年代和1970年代從場地中間附近的平台進行的。該平臺現在用於臨時專案[13]。
- 近地小行星追蹤（NEAT，Near-Earth Asteroid Tracking）計劃從2000年到2007年使用MSSS 1.2米望遠鏡之一運行。

### 非天文設施
- 美國聯邦航空管理局在天文台站址以西運營一個設施[16]。
- 美國能源部也在天文台站址以西運營一個設施[16]。
- 場所中的一座小建築由哈萊阿卡拉的業餘天文學家使用[16]。

## 圖集

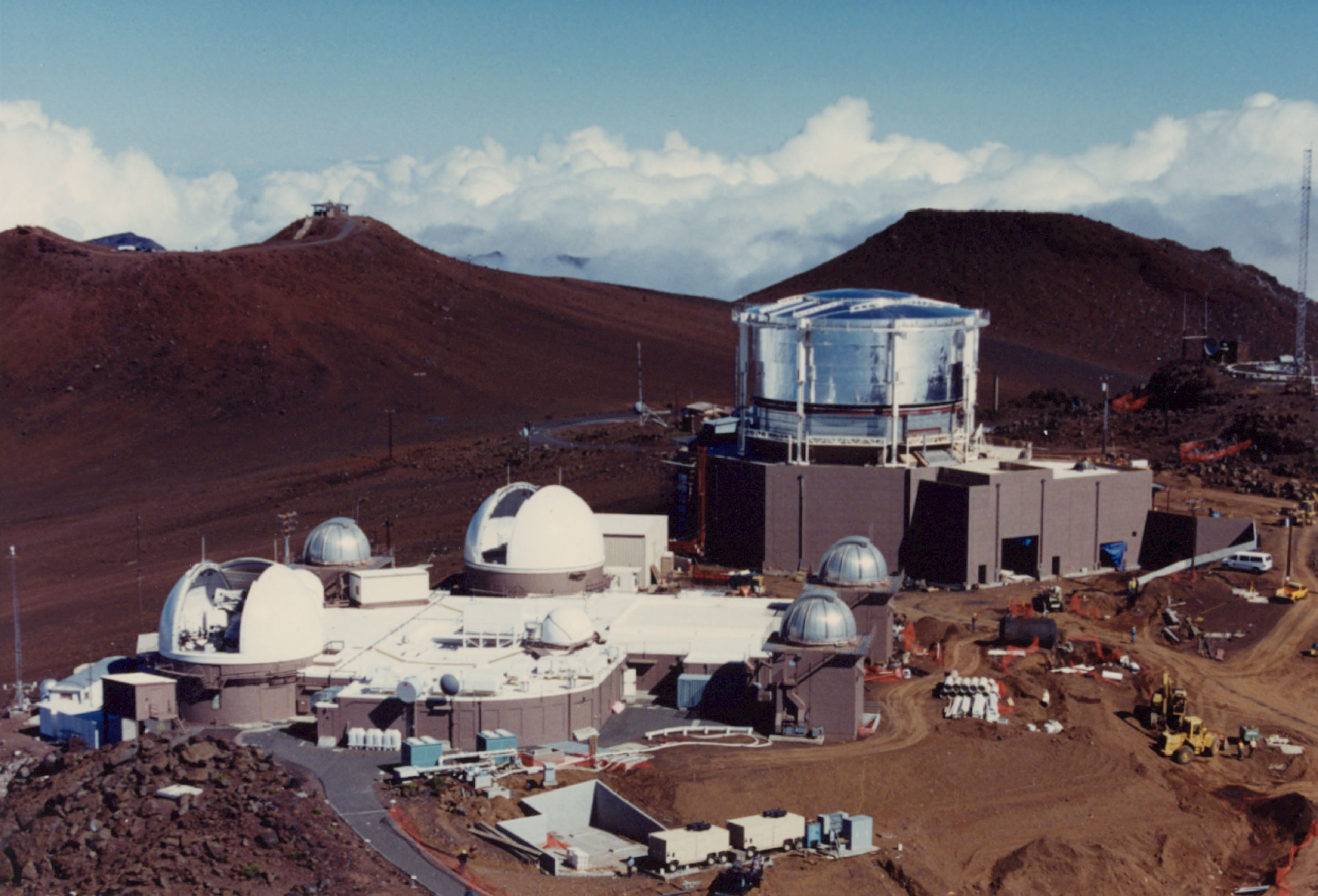
來自西部的空軍設施
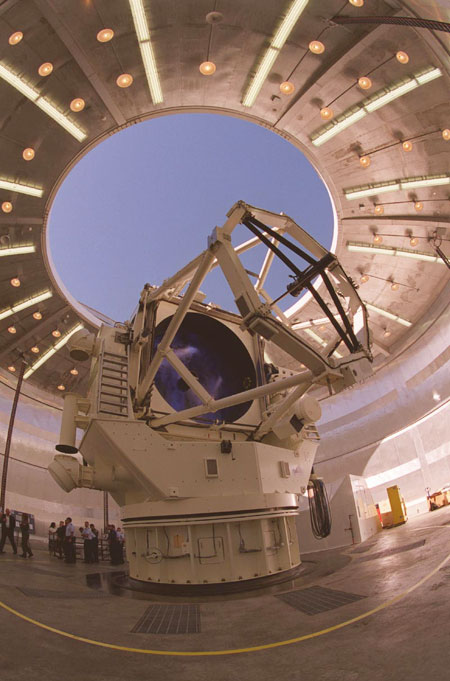
AEOS望遠鏡

## 外部連結
- University of Hawaii Institute for Astronomy - Haleakala Observatory （页面存档备份，存于）
- "Maui's Night Sky" Time elapse photography of night sky from Haleakala by Wally Pacholka. Maui No Ka 'Oi Magazine Volume 14, Number 3 (May 2010)
- Historic American Engineering Record (HAER) No. HI-118, "Reber Circle, Grote Reber Radio Telescope Site, Pu'u Kolekole Hill, Pukalani, Maui County, Hawaii", 6 photos, 10 data pages, 2 photo caption pages